# Boven Bolivia
Boven Bolivia is een kleine nederzetting op het eiland Bonaire. Het ligt aan het einde van een lagune aan de oostkust van het eiland.
Boven Bolivia ligt aan het oostelijke uiteinde van de Kaminda Lagun, de enige officiële straat in de buurt. Van hieruit vertrekt in noordoostelijke richting een landweg naar de Boca Spelonk, de enige vuurtoren aan de oostelijke kant van het eiland.
Boven Bolivia · Kralendijk (Antriol · Belnem · Nikiboko · Tera Cora) · Rincon